# 유종호 (의사)

유종호(柳淙昊, 1969년 8월 22일~ )는 연세대학교 의과대학 임상지도교수이며, 차앤유 피부클리닉 대표원장이다.

## 이력
연세대학교 의학사 및 석사학위를 취득하였고, 고려대학교 대학원에서 의학박사를 취득하였다. 세브란스 병원에서 전문의를 취득하여 전임의를 역임하였고, 현재 연세대학교 의과대학 임상지도교수를 맡고 있다. 2008년 10월 8일 서울 강서구에서 차앤유 피부클리닉을 개원하여 현재 대표원장을 맡고 있으며, 분야별 전담의사 22명, 총스텝진 120여명, 80여대의 첨단 레이저를 갖춘 국제적인 규모의 피부클리닉을 운영하고 있다.
유종호 대표원장은 600여회 이상의 국내외 학회활동과 미국, 중국, 러시아 등 세계 각국의 의료진을 대상으로 100여회 교육 및 세미나를 진행하였고, MBC, SBS, KBS 등의 200여회 방송출연을 활발하게 이어오고 있다.
남북협력 개성병원 부원장으로 8년간 120여차례 무료진료 봉사하였고, 평화사랑나눔 의료봉사단 2기 운영위원장으로서 외국인 노동자들을 800회 무료진료하였다.

## 학력
- 연세대학교 의학사 및 석사(2000년)
- 고려대학교 의과대학 의학박사(2012년)

## 저서
- 《미용성형 명의 16》
- 《여성 클리닉 명의 15》

## 방송 출연
- KBS2 《비타민》
- KBS2 《뉴스타임》
- KBS2 《생생정보통》
- KBS2 《뉴스광장》
- KBS2 《굿모닝 대한민국》
- MBC《생방송 오늘아침》
- MBC《생방송 오늘저녁》
- MBC《파워매거진》
- SBS《모닝와이드》
- SBS《생방송 투데이》
- JTBC《뉴스룸》
- JTBC《하우스》
- 채널A《닥터지바고》
- MBN 《생생정보마당》